# Tuculti-Ninurta I
Tuculti-Ninurta I (cujo significado é: "minha confiança está no deus guerreiro Ninurta) foi um rei da Assíria que reinou entre 1 243 a.C. Sucedeu Salmanaser I, seu pai, como rei e teve uma grande vitória contra os hititas na Batalha de Niria na primeira metade do seu reinado. Tuculti-Ninurta I depois derrotou Castilias IV, o rei cassita e capturou a cidade rival da Babilônia, para garantir a supremacia total assíria sobre a Mesopotâmia. Castiliaxe IV foi capturado e deportado para a Assíria. Após uma rebelião na Babilônia, ele saquearam os templos babilônicos, e mais tarde começou a construir uma nova cidade, Car-Tuculti-Ninurta. No entanto, seus filhos se rebelaram contra ele, e o cercaram em sua nova cidade. Durante o cerco, ele foi assassinado. Um deles, Assurnadinapli, iria suceder-lhe no trono.

## Biografia
Tuculti-Ninurta I sucedeu Salmaneser I, seu pai, como rei e obteve uma grande vitória contra o Império Hitita na Batalha de Niria, na primeira metade de seu reinado, apropriando-se do território hitita na Ásia Menor e no Levante. Tuculti-Ninurta reteve o controle assírio de Urartu, e mais tarde derrotou Castiliaxe IV, o rei cassita de Babilônia, capturando a cidade rival de Babilônia para assegurar a total supremacia assíria sobre a Mesopotâmia. Ele estabeleceu-se como rei de Babilônia, tornando-se assim o primeiro nativo da Mesopotâmia a governar ali, tendo seus reis anteriores sido todos nativos amorreus ou cassitas. Ele assumiu o título antigo de "Rei da Suméria e Acádia" usado pela primeira vez por Sargão da Acádia.
Tuculti-Ninurta havia pedido ao deus Samas antes de iniciar sua contra ofensiva. Castiliaxe IV foi capturado, sozinho por Tuculti-Ninurta de acordo com seu relato, que "pisou com meus pés em seu pescoço senhorial como se fosse um escabelo" e o deportou ignominiosamente acorrentado para a Assíria. O assírio vitorioso demoliu os muros da Babilônia, massacrou muitos dos habitantes, pilharam e saquearam a cidade até o templo de Esagila, onde ele fugiu com a estátua de Marduque. Depois de capturar a Babilônia, ele invadiu a Península Arábica, conquistando os estados pré-árabes de Dilmum e Meluhha.
Após sua morte, o Império Assírio entrou em declínio. O Épico de Tuculti-Ninurta descreve a guerra entre Tuculti-Ninurta I e Castiliaxe IV.